# 澤姆良基
澤姆良基（烏克蘭語：Землянки），是烏克蘭東部頓涅茨克州顿涅茨克区马基伊夫卡市镇内的市級鎮。距離頓涅茨克18公里，海拔高度210米，2011年該市級鎮人口1,780。